# Луна-9
«Луна-9» — советская автоматическая межпланетная станция для изучения Луны и космического пространства.
3 февраля 1966 года впервые в истории освоения космоса совершила мягкую посадку на поверхность Луны и впервые передала на Землю телепанорамы лунной поверхности. Продолжительность активного существования автоматической лунной станции (АЛС) на поверхности Луны составила 75 часов.

## История
До станции «Луна-9» было совершено одиннадцать попыток мягкой посадки на Луну по программе Е-6. Только три аппарата достигли поверхности Луны, но разбились: «Луна-5», «Луна-7» и «Луна-8». Первый запуск по этой программе был выполнен 4 января 1963 года, но двигатель четвёртой ступени ракеты-носителя не запустился, и станция осталась на низкой околоземной орбите. В 1965 году Королёвым была инициирована передача тематики АМС и АЛС в КБ им. Лавочкина, под руководство Г. Н. Бабакина, и «Луна-9» стала первым аппаратом, подготовленным на новой фирме из задела, переданного из ОКБ-1.
На Машиностроительном заводе имени С. А. Лавочкина по результатам предыдущих полётов в конструкцию и логику работы были внесены некоторые изменения:
- усилены оболочки амортизаторов;
- наддув амортизаторов начинался после включения КТДУ на торможение.

После этого было запущено несколько станций по программе Е-6С (Искусственный спутник Луны) и Е-6М. Они также базировались на разработках ОКБ-1. Позднее программы Е-8 и Е-8-5 были уже полностью новыми разработками.

## Устройство
Автоматическая станция состояла из двух частей: перелётного блока и автоматической лунной станции. Масса «Луны-9» 1538 кг при длине 2,7 метра.
Автоматическая лунная станция имела диаметр 58 см и массу 100 кг. Станция состояла из сферического герметичного контейнера под давлением 1,2 атм. В контейнере была установлена радиосистема (радиокомплекс метрового диапазона КРС и угломерная система дециметрового диапазона «Маяк-6»), программно-временное устройство, аккумулятор, система терморегулирования и научные приборы. Четыре лепестковых антенны, в сложенном состоянии образующие верхнюю полусферу лунной станции, автоматически открывались после мягкой посадки, ориентируя её по вертикали; на корпусе также находились четыре штыревые антенны, сложенные до посадки. Снаружи на верхнем полюсе сферического контейнера были размещены оптико-механическая телекамера Я-198 (разработана НИИ-885) и детекторы счётчика космических лучей КС-17М (разработанного НИИЯФ). Ещё один научный прибор, гамма-спектрометр СГС-2 (разработан ГЕОХИ и СНИИП), из-за поломки был отключён ещё до старта. Два надувных баллона-амортизатора, закрывавшие станцию со всех сторон, смягчали прилунение. На АЛС были закреплены вымпелы: один пятиугольный с гербом СССР, надписями «СОЮЗ СОВЕТСКИХ СОЦИАЛИСТИЧЕСКИХ РЕСПУБЛИК» «ЯНВАРЬ 1966 г.», второй в форме вытянутого треугольника с такими же изображениями и надписями, а также с символическими изображениями Земли, Луны и траектории перелёта.
Перелётный блок состоял из корректирующе-тормозной двигательной установки КТДУ-5А с тягой до 4,6 тс и четырьмя управляющими соплами, топливного бака из алюминиевого сплава в виде тора, сферического бака окислителя диаметром 90 см, герметичного отсека системы управления, двух сбрасываемых навесных отсеков системы астроориентации и радиовысотомера больших высот. Полная масса заправленной станции вместе с посадочным модулем составляла 1583,0 кг, по другим сведениям 1583,7 кг.

## Спуск и посадка

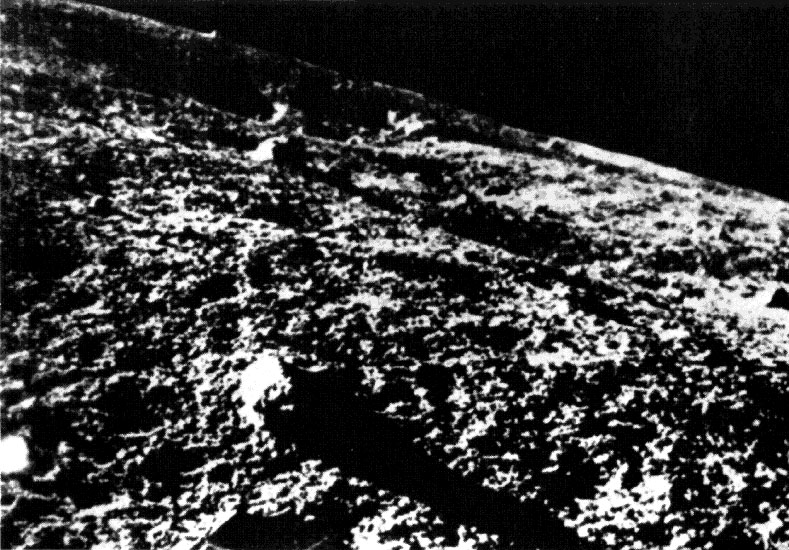
Первая фотография с поверхности Луны

31 января 1966 года в 14:41:37 мск с космодрома Байконур осуществлён пуск ракеты-носителя «Молния-М» с разгонным блоком «Л», которая вывела на траекторию полёта к Луне АМС «Луна-9». Станция первоначально была выведена на опорную околоземную орбиту с параметрами: наклонение орбиты — 52°; период обращения — 88 мин; минимальное расстояние от поверхности Земли (в перигее) — 170 км; максимальное расстояние от поверхности Земли (в апогее) — 220 км. Затем станция стартовала в сторону Луны. В процессе полёта к Луне была проведена коррекция траектории. За время выведения и перелёта было выполнено 13 сеансов связи с Землёй. 3 февраля 1966 года на высоте 75 км от поверхности Луны, за 48 секунд до посадки, по сигналу с радиовысотомера были отделены два навесных отсека, включена двигательная установка и произведён наддув баллонов-амортизаторов. Маршевый двигатель обеспечил гашение скорости относительно лунной поверхности с 2,6 км/с до нескольких метров в секунду, после чего на высоте 260—265 м был выключен; дальнейший спуск происходил в режиме парашютирования при работающих управляющих соплах контрольно-тормозной двигательной установки. В этот момент был высвобожден ленточный датчик-щуп длиной 5 метров, при соприкосновении которого с лунной поверхностью был выполнен отстрел АЛС. В 18:42:29,67 по гринвичскому времени станция «Луна-9» совершила первую в истории мягкую посадку на Луну. Это произошло на западном краю Океана Бурь, к северо-востоку от кратера Кавальери, в точке с координатами 7°08′ с. ш. 64°22′ з. д. / 7,13° с. ш. 64,37° з. д.. Скорость соприкосновения составила 6,1 м/с.
Через 4 минуты 10 секунд после посадки, в 21:45 мск, произошёл сброс амортизационных баллонов, выполнено раскрытие лепестковых антенн, выравнивающих станцию на поверхности, и начался первый в мире сеанс радиосвязи с аппаратом, находящимся на поверхности другого небесного тела.
«Луна-9» доставила на поверхность АЛС массой 100 кг. Диаметр АЛС после посадки (с раскрытыми лепестками) — 160 см, высота со штыревыми антеннами 112 см.
С АЛС были проведены 9 сеансов связи общей продолжительностью более 8 часов. Во время этих сеансов станция передавала панорамные изображения поверхности Луны вблизи места посадки, полученные при различных высотах Солнца над горизонтом (7, 14, 27 и 41 градус). Угол зрения оптико-механической сканирующей телекамеры с цилиндрическим иллюминатором составлял 360° по горизонтали и 36° по вертикали, число строк по кадру — 6000, число элементов в строке — 500. Скорость передачи изображения — 1 строка в секунду. Время передачи одной панорамы с полным круговым обзором — 100 минут. Глубина резкости от 1,5 метра до бесконечности, что позволяло различать на расстоянии 1,5 метра детали поверхности размером 1,5—2 миллиметра; телевизионная аппаратура автоматически изменяла коэффициент усиления в зависимости от освещённости. Интересно, что сигнал с «Луны-9» был перехвачен британским радиоастрономом Бернардом Ловеллом на обсерватории Джодрелл-Бэнк, который понял, что при передаче используется тот же стандартный сигнал радиофакса, что и для передачи газет, и расшифровал его; в результате фотографии с Луны в западной прессе появились раньше, чем в официальной советской.

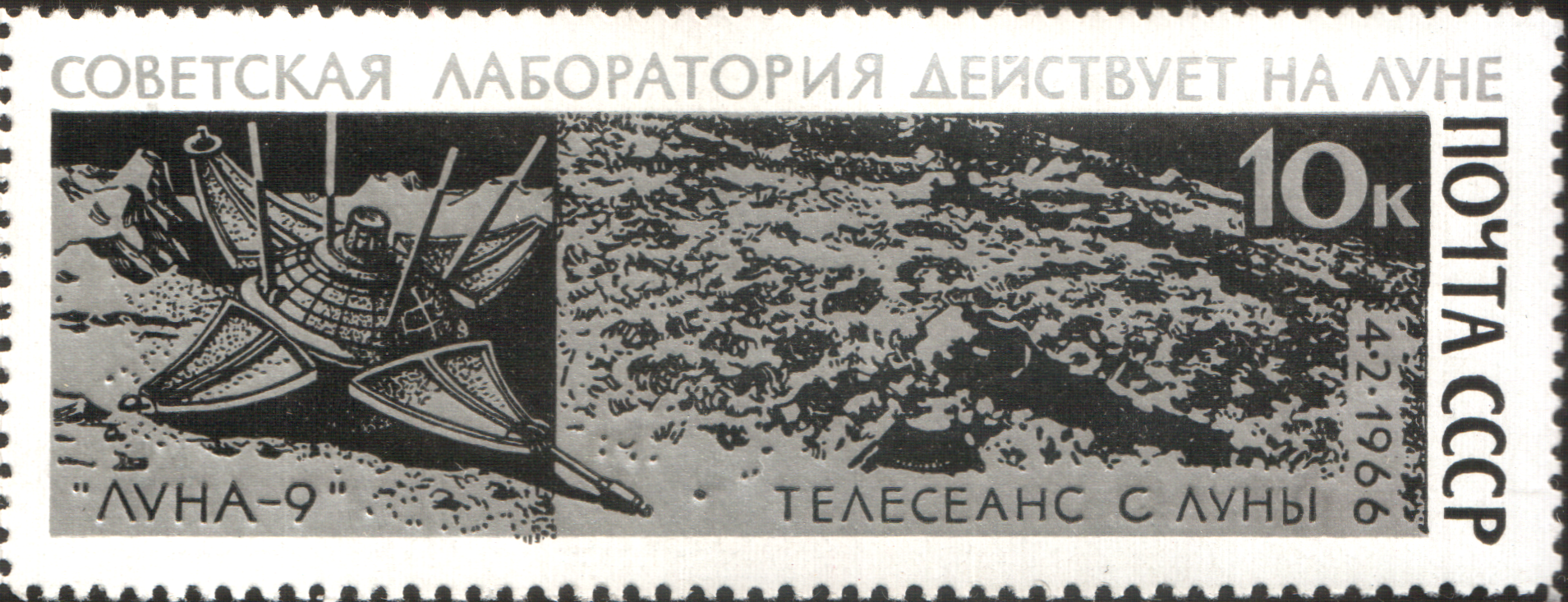
Почтовая марка СССР 1966 года с телеизображением поверхности Луны

Согласно официальным документам, фиксирующим рекорды Международной авиационной федерации, станция продолжала функционировать до 17:44 по гринвичскому времени 5 февраля 1966 года, продолжительность её активного существования на поверхности Луны составила 46 часов 58,5 минуты. За это время было выполнено шесть сеансов связи с Землёй. Согласно другим источникам, АЛС функционировала на поверхности в течение более 76 часов до израсходования заряда батарей в 22:55 UT 6 февраля (02:55 мск 7 февраля 1966), выполнила семь сеансов связи.

## Научные открытия и рекорды

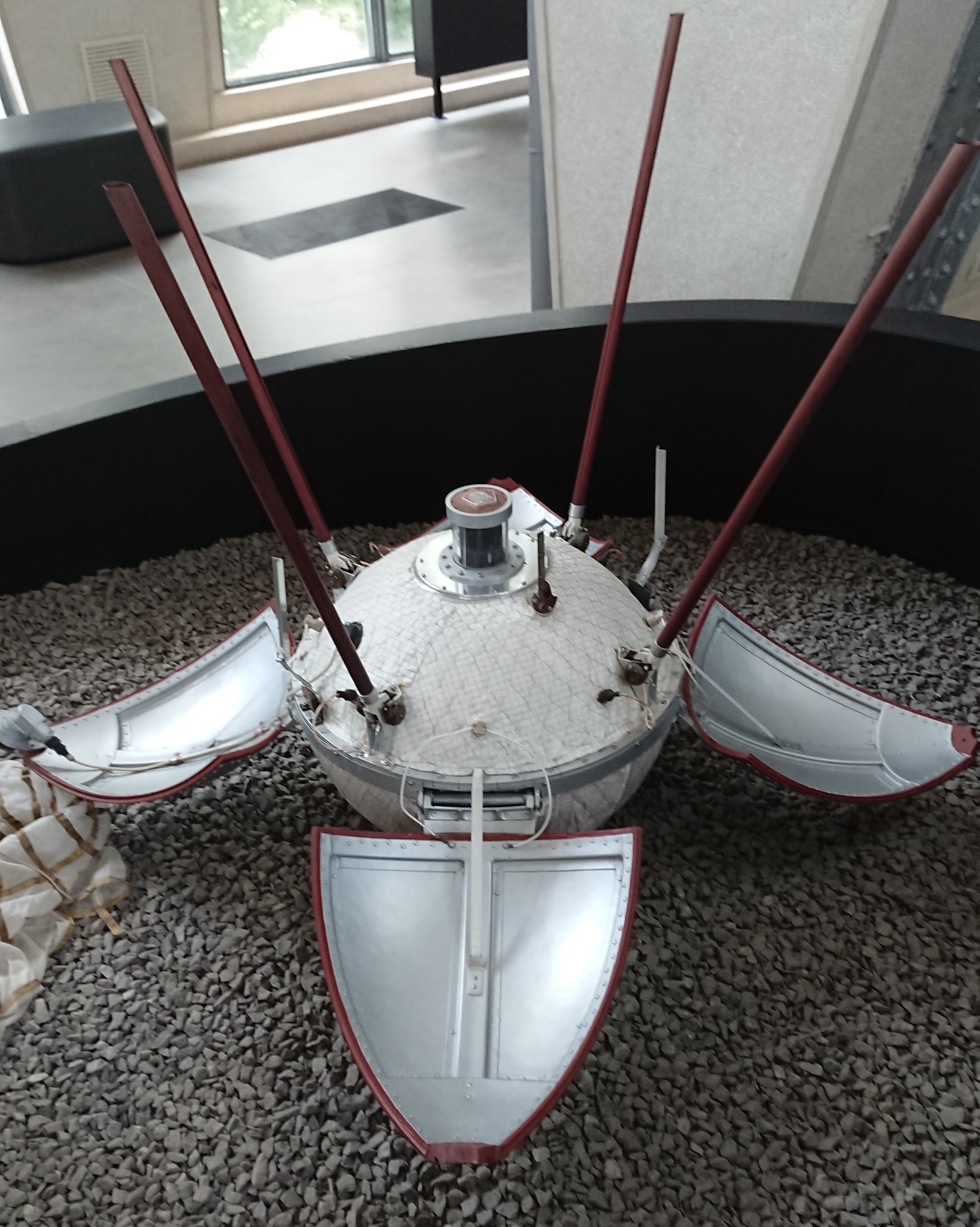
Автоматическая межпланетная станция «Луна-9». Модель в натуральную величину

Была подтверждена «метеорно-шлаковая» теория строения наружного покрова Луны, выдвинутая В. Шароновым и Н. Сытинской. На Луне не обнаружено пыльного слоя значительной толщины, существование которого предполагалось многими теоретиками. АМС передала на Землю по радио панорамы лунного ландшафта на месте посадки. Были выполнены измерения интенсивности радиации, обусловленной воздействием космических лучей и излучением лунного грунта; мощность дозы составляла около 30 миллирад в сутки. Было установлено отсутствие заметного магнитного поля Луны и лунных радиационных поясов. Во время перелёта Земля — Луна уточнено расположение внешнего радиационного пояса Земли.
Международная авиационная федерация зарегистрировала два (впервые установленных) рекорда в классе «С»: наибольшая масса, доставленная на поверхность Луны автоматической станцией, и наибольшая продолжительность активного существования на лунной поверхности.